# Ксант из Сарда
Ксант из Сарда или Ксант Лидијски (грч. Ξανθος ο Λυδος) је био старогрчки историчар, логограф и грађанин Лидије који је средином 5. века п. н. е. писао текстове о историји Лидије познате као Лидијака (што је високо похвалио Дионисије из Халикарнаса. 
Ксант је повремено писао и о геологији. Верује се да је Ксант био први историчар који је написао значајне текстове на тему лидијске историје. Такође се верује да је написао дело под насловом Магика (Мαγικα), као и једно под насловом Живот Емпедокла. Верује се да је Ксант имао извесно знање о персијским традицијама, и вероватно је да би он, Лидијац, писао о персијској религији, али се чини мало вероватним због доступних доказа. Веровало се да је његово седиште у Сарду, главном граду. Херодотов савременик и колега, већина његових списа односила се на лозу и дела лидијских краљева. Ксант је био познат по писању у традиционалном јонском стилу покушавајући да успостави сцену популарних митова. Један пример Ксанта који користи ову врсту стила писања је када је сцену „казне дива” сместио у Катакекаумене. Ксант је такође био познат по прилагођавању историјских догађаја који су се често сматрали досадним у одломке у којима би шира грчка јавност уживала. Био један од главних ауторитета које је користио Николај из Дамаска.

## Лидијака
Према референцама Стефана Византијског, верује се да је Лидијака (грчки: Λυδιακα) састављена од четири различите књиге. Нажалост, немогуће је рећи како је Ксант распоредио свој материјал унутар књига, као и колика би количина тога била у временима пре династије Мермнада (тј. пре 700. године п. н. е.).
Због његове тенденције да користи анегдоте, верује се да су његови историјски аранжмани у његовим делима можда били лабави, попут Херодота. Према референци Стефана Византијског, верује се да део 4. књиге Лидијаке описује оснивање Аскалона, центра за култ Атаргатиса, са становишта Лидијца по имену Аскал, Хименијевог сина ( такође познат као Тименај) за време владавине краља Алкимоса (познатог и као Акијамос).
Веродостојност Лидијаке је више пута доведена у питање због опречних цитата и због чињенице да су сачувани само фрагменти Ксантових дела. Дионисије из Халикарнаса, даје Ксанту највећи кредибилитет, јер у свом раду о Тукидиду помиње да је већина историчара пре Херодота имала „митографске тенденције“, али Ксанту даје приличну количину похвала. Дионисије из Халикарнаса говори о Ксанту као о „човеку са изузетно добрим познавањем ране историје, који се мора сматрати без премца у успостављању историје своје сопствене земље“ (1. 28.).
Да би један интелигентан писац попут Дионисија дао тако снажну изјаву о Ксанту и његовим делима, закључује се да је до свог закључка дошао проучавајући оригиналну Лидијаку или барем оличење Менипа, а не читајући непоуздане цитате Скитобрахиона. Многи ово тумаче као доказ да је Ксантов рад био садржајан и легитиман, а не само измишљотина неког другог писца као што је Скитобрахион који је Ксанту приписивао цитате који никада нису изречени и који су заправо његове изјаве. Према Страбону, у првој књизи Лидијаке Ксантус помиње проналажење стена у облику шкољки у многим унутрашњим областима, као што су Јерменија, Матијена и Доња Фригија, а из овог запажања он спекулише да је цело Анадолско полуострво некада било под водом. 